# Davallia trapezoides
Davallia trapezoides là một loài dương xỉ trong họ Davalliaceae. Loài này được Lodd. mô tả khoa học đầu tiên năm 1849.
Danh pháp khoa học của loài này chưa được làm sáng tỏ. 